# Lokerse paardenworst

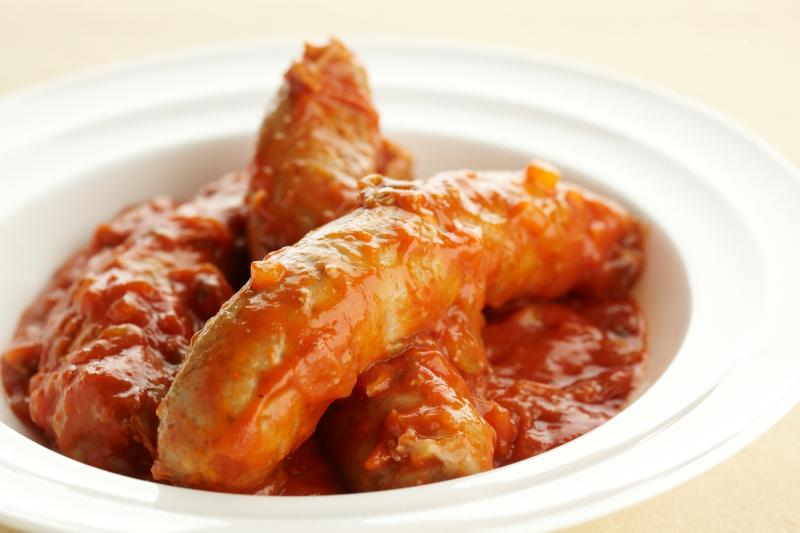
Lokerse paardenworsten in tomatensaus

De Lokerse paardenworst is een streekproduct uit de Belgische stad Lokeren. Het gerecht bestaat uit worst van paardengehakt in een saus van tomatenpuree of gepelde tomaten, ajuin en selder, kruiden (laurier, peper en zout), boter of olie, mosterd en water.
Lokerse paardenworst werd in 2007 als "Vlaams streekproduct" erkend door het Vlaams Centrum voor Agro- en Visserijmarketing (VLAM) en werd in 2019 'Streekproduct van het jaar'. Thans wordt een Europese erkenning als streekproduct nagestreefd.

## Geschiedenis
Al meer dan honderd jaar geleden was de paardenworst in magere tijden een voedzame maaltijd. Paardenvlees kon iedereen zich veroorloven, want het kwam van oude versleten paarden van boerderijen, de Antwerpse haven en steenkoolmijnen, en werd gemengd met geïmporteerd vlees uit de Verenigde Staten. Rond het einde van de 19e eeuw kende Lokeren veel werkloosheid en armoede. De paardenworst was dan ook de ideale oplossing voor de armere bevolking, want het product was zowel goedkoop als voedzaam. Er waren dan ook heel wat paardenslachters actief in het Waasland. Het taaiere vlees werd in paardenworst verwerkt, dat zodoende erg droog werd, zodat het idee ontstond om een tomatensausje toe te voegen.

## Trivia
Een album uit de Urbanusreeks kreeg in 2009 de titel Lokerse paardenworsten.
Paardenworsten bereid in een biersaus zijn Dendermondse paardenworsten.
1. ↑  Lokerse paardenworst is Streekproduct van het Jaar. vrtnws.be (30 september 2019). Gearchiveerd op 21 december 2022. Geraadpleegd op 21 december 2022.